# Kweku Essien
Kweku Essien (* 12. Dezember 1984 in Kumasi) ist ein ghanaischer Fußballspieler, der in der Saison 2007/08 zeitweise dem Zweitligakader des VfL Osnabrück angehörte.

## Karriere
Am 17. Januar 2008 lösten beide Seiten den Vertrag auf. Nach Zwischenstationen bei den ghanaischen Clubs FC Maamobi und Hearts of Oak spielt er seit August 2008 beim israelischen Verein FC Aschdod. Im April 2009 kehrte er nach Ghana zurück und unterschrieb bei Sekondi Wise Fighters. Essien wechselte er im Januar 2011 zu Brong Ahafo Stars und im September des gleichen Jahres, unterschrieb er beim Ghana Premier League Aufsteiger Wassaman United.
Vor seinem Wechsel nach Osnabrück spielte Essien bei King Faisal Babes in der ghanaischen Premier League und wurde dort zum wertvollsten Spieler der Spielzeit 2006/07 gewählt. 

### Auszeichnungen
- 2007: Most Valuable Player Ghana Premier League[5]